# Jan Biejkowski
Jan Biejkowski herbu Jastrzębiec (zm. w 1590 roku) – sygnatariusz konfederacji warszawskiej, stolnik przemyski w latach 1571-1590, starosta gąbiński w 1581 roku.
Żonaty z Zofią Rzeszowską.

## Życiorys
Poseł ziemi lwowskiej na sejm konwokacyjny 1573 roku. Podpisał konfederację warszawską 1573 roku. 15 grudnia 1575 roku podpisał elekcję Stefana Batorego i Anny Jagiellonki. Poseł ziemi przemyskiej na sejm koronacyjny 1574 roku. Poseł ziemi przemyskiej na sejm elekcyjny 1575 roku i sejm koronacyjny 1576 roku. Poseł ziemi przemyskiej na sejm 1579/1580 roku. Poseł ziemi sanockiej na sejmy 1587, 1589 i pierwszy sejm 1590 roku. Deputat do kwarty rawskiej. Poseł ziemi sanockiej na sejm 1582 roku. Był marszałkiem zbrojnego zjazdu w Rzeszowie w 1587 roku.
Był marszałkiem sejmików województwa ruskiego w 1575 i 1587 roku. Sędzia kapturowy ziemi przemyskiej w 1587 roku. Marszałek konfederacji rzeszowskiej 1587 roku. W 1589 roku był sygnatariuszem ratyfikacji traktatu bytomsko-będzińskiego na sejmie pacyfikacyjnym.
Rewizor królewszczyzn w województwie podlaskim.